# لی کیونگ-وون
لی کیونگ-وون (انگلیسی: Lee Kyung-won؛ زادهٔ ۲۱ ژانویهٔ ۱۹۸۰) بدمینتون‌باز سابق اهل کره جنوبی است.